# 南部インターチェンジ
南部インターチェンジ（なんぶインターチェンジ）は、山梨県南巨摩郡南部町にある中部横断自動車道のインターチェンジである。
このインターチェンジは新直轄方式で作られる区間の中にあり、六郷インターチェンジから富沢インターチェンジの間は無料で供用されている。

## 歴史
- 2016年（平成28年）2月26日 : IC名称が「南部IC」に正式決定[2]。
- 2019年（令和元年）11月17日：富沢IC - 南部IC間開通に伴い、供用開始[3]。
- 2021年（令和3年）8月29日：南部IC - 下部温泉早川IC間開通[4]。

## 周辺
- 道の駅なんぶ[5]

2018年7月21日開駅。南部インターチェンジに隣接しており、パーキングエリアとしての役割も担う。
以前はインターチェンジから一度国道52号（南部バイパス）へ出る必要があったが、出口から国道52号を介さずに行くことができる連絡道路の準備が進められ、2020年12月23日に供用が開始された。なお、道の駅からインターチェンジへは国道52号を経由する必要がある。

## 接続する道路
- 直接接続
  - 国道52号（南部バイパス）

## 隣
E52 中部横断自動車道
(1) 富沢IC - (2) 南部IC - (2-2) 身延山IC